# Милко Недялков
Милко Недялков Недялков е български политик от Българската социалистическа партия (БСП).

## Биография
Милко Недялков е роден на 6 май 1956 година в Ловеч, но израства в близкото село Радювене. Завършва Езиковата гимназия в Ловеч с немски език, журналистика в Софийския университет „Климент Охридски“, а след това и аспирантура по медии в Москва.
След връщането си в България работи в „Българска фотография“ в Ловеч и дълго време е редактор на местния вестник „Ловеч прес“, като същевременно е кореспондент на изданието на БСП „Дума“. От 90-те години е избиран шесткратно за общински съветник от БСП, през 2003 – 2011 година е председател на общинския съвет, а известно време оглавява и областната партийна организация. През 2013 – 2014 е областен управител, назначен от кабинета на Пламен Орешарски. През 2017 година е избран за народен представител в XLIV народно събрание.